# Morgenstern der finstern Nacht

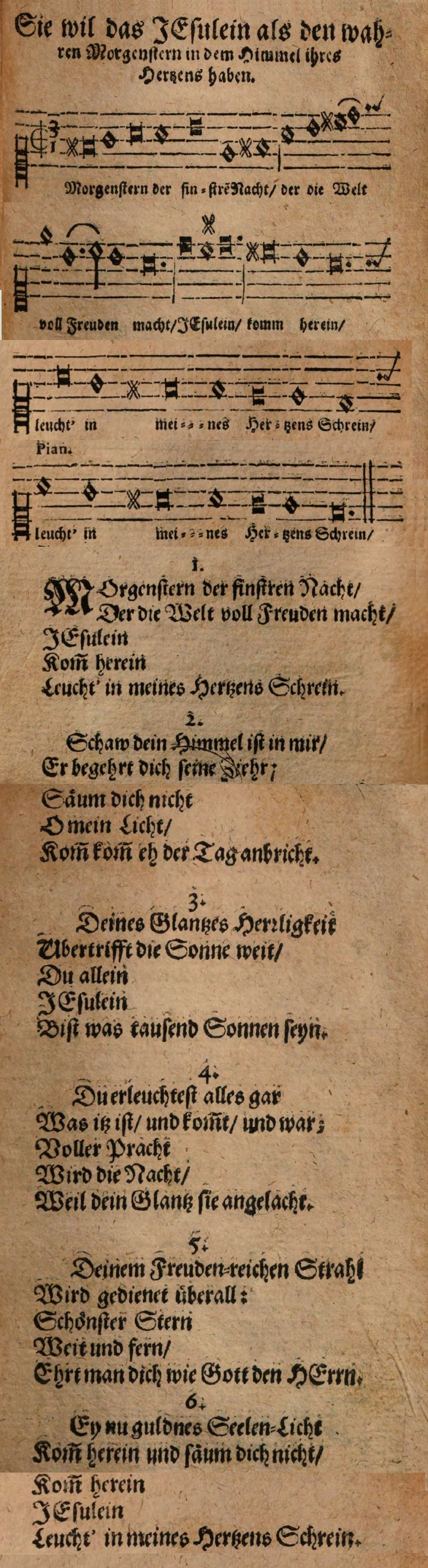
Morgenstern der finstern Nacht
in Heilige Seelen-Lust Oder geistliche Hirten-Lieder Der in ihren JESUM verliebten Psyche, Breslau 1657

Morgenstern der finstern Nacht ist ein geistliches Gedicht von Johann Scheffler (Angelus Silesius). Er veröffentlichte es zuerst 1657 in seinem Gedichtband Heilige Seelen-Lust. Mit der zugehörigen Melodie von Georg Joseph ist es, kaum verändert, im Gotteslob unter der Rubrik Jesus Christus enthalten (Nr. 372). 

## Text

### Form
Schefflers Gedicht umfasst sechs fünfzeilige trochäische Strophen mit dem Reimschema [aabbb]. Die sämtlich männlich reimenden Zeilen sind vierhebig mit Ausnahme der Zeilen 3 und 4, die auf die Hälfte verkürzt sind. Dadurch bekommt die Schlusszeile, die im Gesang zudem wiederholt wird, das Gewicht einer Quintessenz.

### Inhalt
Das Gedicht ist Teil der Sammlung Heilige Seelen-Lust Oder geistliche Hirten-Lieder Der in ihren JESUM verliebten Psyche, einer religiösen Schäferdichtung. Die originale Überschrift lautet „Sie wil das JEsulein als den wahren Morgenstern in dem Himmel ihres Herzens haben.“
Mit dem Bild vom Morgenstern nimmt Scheffler ein uraltes mythisch-spirituelles Motiv auf, das, ausgehend von Offb 22,16  und 2 Petr 1,19 , in der christlichen Tradition auf Jesus Christus bezogen wird. Dabei deutet Scheffler Licht und Nacht, Himmel und Sonne explizit als Symbole innerer Wirklichkeiten, deren Bedeutung die physikalischen Phänomene „tausendfach“ übersteigt. So wird sein Gedicht zu einem sehnsüchtigen Ruf der Seele nach der mystischen Vereinigung mit Jesus, dessen „Schrein“ sie sein möchte. Besonders die fünfte Strophe lässt zugleich an den Stern von Betlehem denken. Weihnachtliche Assoziationen weckt auch die Anrede „Jesulein“ in der Überschrift und in den Strophen 1, 3 und 6 (Originalfassung). 

### Heute gebräuchlicher Text
1. Morgenstern der finstern Nacht,

der die Welt voll Freuden macht,

Jesu mein,

komm herein,

leucht in meines Herzens Schrein.

2. Schau, dein Himmel ist in mir,

er begehrt dich, seine Zier.

Säume nicht,

o mein Licht,

komm, komm, eh der Tag anbricht.

3. Deines Glanzes Herrlichkeit

übertrifft die Sonne weit;

du allein,

Jesu mein,

bist, was tausend Sonnen sein.

4. Du erleuchtest alles gar,

was jetzt ist und kommt und war;

voller Pracht

wird die Nacht,

weil dein Glanz sie angelacht.

5. Deinem freudenreichen Strahl

wird gedienet überall;

schönster Stern,

weit und fern

ehrt man dich als Gott den Herrn.

6. Ei nun, güldnes Seelenlicht,

komm herein und säume nicht.

Komm herein,

Jesu mein,

leucht in meines Herzens Schrein.

## Melodie
Der dreiertaktigen Melodieⓘ des Breslauer Komponisten Georg Joseph ist im Erstdruck ein bezifferter Bass beigegeben. Ungewöhnlich und expressiv ist, dass sie mit einem Aufstieg von der Terz beginnt und die Tonika – nach einem Durchgang in der zweiten Zeile – erst in Zeile 3 zu den Worten „Jesu mein“ erreicht. Dass das Lied ursprünglich für die häusliche Musikpraxis bestimmt war, zeigt auch die Vortragsbezeichnung piano über der Wiederholung der letzten Zeile.